# Clinical Neurophysiology
Clinical Neurophysiology è una rivista medica mensile sottoposta a revisione paritaria e pubblicata dalla Elsevier. Fondata nel 1949 con il nome di Electroencephalography and Clinical Neurophysiology, ha assunto il titolo attuale nel 1999. La rivista tratta tutti gli aspetti della neurofisiologia, in particolare quelli relativi alla fisiopatologia alla base delle malattie del sistema nervoso centrale e periferico.
È la rivista ufficiale della Federazione Internazionale di Neurofisiologia Clinica, della Società Brasiliana di Neurofisiologia Clinica, della Società Ceca di Neurofisiologia Clinica, della Società Italiana di Neurofisiologia Clinica e della Società Internazionale di Neurofisiologia Intraoperatoria.

## Indicizzazione
Gli abstract e gli articoli della rivista sono indicizzati da:
- BIOSIS Previews[1]
- Chemical Abstracts
- Current Contents/Clinical Medicine
- Current Contents/Life Sciences[1]
- Index Medicus/MEDLINE/PubMed[2]
- Science Citation Index[1]
- Embase
- Neuroscience Citation Index
- PASCAL
- Elsevier BIOBASE/Current Awareness in Biological Sciences
- Scopus.

Secondo il Journal Citation Reports, nel 2017 la rivista ha ricevuto un fattore di impatto pari a 3,614. Nel 2025 è stato pari a 3,7. Al 2025 l'indice H è stato pari a 222.